# Florent Barle
Florent Barle (Cavaillon, 17 januari 1986) is een Frans voormalig wielrenner.

## Biografie
Zoals veel andere wegwielrenners begon Barle zijn carrière op de baan. In 2003 en 2004 werd Barle 2e op het onderdeel puntenkoers bij de Franse juniorenbaankampioenschappen. Na die jaren kwam Barles focus op de weg te liggen. Hij behaalde van 2005 tot en met 2009 vier etappezeges in relatief kleinere wedstrijden, waarvan die in de Ronde van Gironde van 2009 de meest aansprekende is. In 2010 won Barle de Ronde van de Pyreneeën, waarmee hij bewees ook op bergachtig terrein uit de voeten te kunnen. Mede door dat goede resultaat mocht Barle voor het jaar 2011 van zijn oude ploeg, AVC Aix-en-Provence, overstappen naar de professionele wielerploeg Cofidis, waarvoor Barles voormalige ploeg als reserveteam fungeert.

## Belangrijkste overwinningen
2009
- 3e etappe Ronde van Gironde

2010
- Eindklassement Ronde van de Pyreneeën
- Puntenklassement Ronde van de Pyreneeën
- Klimmerstrofee Ronde van de Elzas

## Resultaten in voornaamste wedstrijden
| Jaar | Ronde van Italië | Ronde van Frankrijk | Ronde van Spanje |
| ---- | ---------------- | ------------------- | ---------------- |
| 2012 |                  |                     | 129e             |
| 2013 |                  |                     |                  |

| Jaar | Gent-Wevelgem | Parijs-Roubaix |
| ---- | ------------- | -------------- |
| 2012 |               |                |
| 2013 | 64e           | 62e            |